# 和井みずき
和井 みずき（わい みずき、1991年7月26日-)は、日本のシンガーソングライター、声優、女優。日本大学芸術学部演劇学科演技コース卒業。アクロスエンタテインメント所属。

## 来歴
10歳の時、レンタルビデオで借りた『スレイヤーズ』リナ・インバース役の林原めぐみの演技に感銘を受け声優を志す。小・中・高校と演劇部に所属。アルバイトで上京資金を貯め、高校卒業後、日本大学芸術学部演劇学科演技コースに入学。その後、首席で卒業。卒業時に日本大学芸術学部優等賞を受賞する。
また大学時代の舞台実習では、東宝演劇部の山田和也、文学座の鵜沢秀行、元・劇団黒テントの加藤直らそれぞれが演出した舞台において主役・メインキャストを務めた。
大学在学中にスカウトを受け、ヒーローショーのお姉さんとしての活動も開始。仮面ライダーシリーズ・スーパー戦隊シリーズなど、各種子ども向け番組のショーにおいてMCを担当していた。
2015年、アプリゲーム『チェインクロニクル』の新キャラクター声優を決める「チェンクロキャラクターボイスオーディション」にて、一般・プロ合計2000通以上の応募から岸田メル賞のグランプリに選出され、壱領忍衆マトイ役で声優デビュー。ニコニコ生放送でも中継された最終公開オーディションでは、特技披露で架空のヒーローショーMCを行い、緑川光ら審査員一同を沸かせた。
2016年5月、TVアニメ『初恋モンスター』の横内千秋役に抜擢され、初レギュラー役を演じることが発表された。
2017年5月30日付でJTBエンタテインメントを退所。
2017年12月1日にアクロスエンタテインメントへの所属を発表。

## 人物
元気な少女から大人な女性、生意気な少年まで幅広く演じる。
デビュー作『チェインクロニクル』マトイ役では少しクセのある闊達な少女を、TVアニメ初レギュラー作品である『初恋モンスター』横内千秋役ではクールな毒舌少女を演じている。
また、ゲームでは少年を、舞台や吹き替えでは大人の女性を演じることが多い。
声表現だけでなく舞台表現や歌唱・ダンスなども得意としている。またＭＣとしての能力も高い。
ステージパフォーマンスに長けており、元気に盛り上げるものからしっとりと聴かせるものまで自在に対応する。
ヒーローショーのお姉さんを担当していた経歴から各イベントで「お姉さん風のご挨拶」をすることも多く、会場を盛り上げている。
趣味･特技は、作詞作曲、弾き語り、ダンス、歌、バレーボール、猫。
好きな特撮作品には『仮面ライダーオーズ/OOO』『仮面ライダードライブ』『ウルトラセブン』『シン・ゴジラ』『ペットントン』『レインボーマン』などの作品名を挙げている。
ヒーローショーや舞台でのアクション経験もあり、自身の得意技は二段蹴りと回し蹴りと側転。
好きなゲームには、『三国志大戦』『スターオーシャンセカンドストーリー』『ポポロクロイス物語』『PUBG』などを挙げている。
猫を五匹飼っている。名前はクロ、パル、カノ、レオ、ロン。すべて天体の名前からとって名づけられた。
2016年に野良猫を一匹保護したところ妊娠しており子猫が四匹生まれ、里子にだそうと思っていたが名前をつけたことで愛着がわいてしまい離れられなくなったという。
幼少期から天体が好き。プラネタリウムで自身のイベントもおこなったことがある。自身が作る作品（曲や朗読など）には、モチーフや題材として星や宇宙に関するものが多く存在する。

## 楽曲制作
2018年2月には自身が作詞作曲したオリジナル1stシングル「ロケッタ」を発表している。
もともと詩を書くのが好きで書き溜めていたところ、歌の先生に「詩が書けるなら曲つくってみたら？」と言われ「じゃあ作ろう」と思って取り組み始めたのがきっかけ。
それまで楽器経験がなかったためその日のうちにキーボードを購入し、コードの勉強と同時に弾き語りの練習も始めた。
そこからわずか10ヶ月でオリジナル曲を完成させ、各イベント内で弾き語りでの歌唱も披露している。
詩や曲は主に気持ちが落ち込んだときに創る。
「この世の中は不条理で不平等で、でもそんな世界にも、きっと微かな光と愛はある」という気持ちが、世界観の根底にあるという。
（ラジオ・ツイッターでの発言に基づく）

## 出演
太字はメインキャラクター。

### テレビアニメ
- ばくおん!!（2016年、女生徒B、受験生B）
- 初恋モンスター（2016年、横内千秋[7]）
- エガオノダイカ（2019年、ニコル）
- この世の果てで恋を唄う少女YU-NO（2019年）

### OVA
- 初恋モンスター（2017年、横内千秋[10]）※単行本第8巻アニメDVD付き特装版

### ゲーム
2015年
- チェインクロニクル（壱領忍衆マトイ）
- ケイオスドラゴン 混沌戦争

2016年
- ワールドチェイン（静御前、ノストラダムス）

2017年
- ナイツクロニクル（ニコラス）
- クリスタルオブリユニオン（セルハ）

2018年
- スマッシュアンドマジック（カレン）

2019年
- モンスターストライク（2019年 - 2021年、フランボワーズ、ウェンディア）

### 番組出演
- SEGA・三国志大戦生放送「三生」ゲスト（2018年5月）

### 吹き替え
- BILLABONG ビラボン（2017年、ケイト）
- バーニー・トムソンの殺人日記（ロバートソン[12]）

### 声の出演
- しまじろうクリスマスコンサート（2018年、ララ）

### ラジオ
※はインターネット配信。
- まっちvsみずき 勝った方が人類の敵になる。（2016年 - 2017年、WALLOP※）

### ナレーション
- エースJTB・東京ディズニーリゾートへの旅
- 楽天・フリマアプリ「ラクマ」

### イベント・舞台
- 泣きがたりライブ〜郷愁〜（2016年、姉）
- インランドシー第1回プロデュース公演 アフレコ劇『欲望という名の銀行』（2016年、本間未来）
- 和井みずき ソロイベント「星をよむ」〜朗読&音楽ライブ〜（2017年9月2日）
- 物語体験型謎解きゲーム「ただ、君は星霜をつむぐ」出演（2017年12月25-26日）
- 和井みずき オリジナル1stシングル「ロケッタ」リリースイベント（2018年2月4日）
- 和井みずき シークレットイベント「星降る夜は、君に逢いたい」（2018年3月24日）
- マチ★アソビvol20「ブルーモーメント」東公園ステージ出演（2018年5月5日）
- ブルーモーメント第一回公演・朗読「菖蒲畑で見る夢は」（2018年6月17日香乃）
- 和井みずき 生誕祭（2018年7月29日　ゲスト：山口立花子）
- マチ★アソビvol21「ブルーモーメント」東公園ステージ出演（2018年10月8日）
- ACROSS FESTA!!　カラオケMAX（2018年10月27日）
- 和井みずき オリジナル2ndシングル「ダイキライ」リリースイベント（2018年11月18日）

### 実写ドラマ
- ふたりモノローグ（2017年7月28日第1話先行配信、10月配信開始、AbemaTV） - 小学校担任 役

### その他
大学時代・舞台公演
- 鵜沢秀行演出『紙屋悦子の青春』（主演・紙屋悦子役）
- 山田和也演出『ゼブラ』（手塚薫役）
- 加藤直演出『予告された殺人の記録』（プラシダ・リネロ役）